# Темирски район
Темирски район (на казахски: Темір ауданы) е съставна част на Актобенска област, Казахстан, с обща площ 12 500 км2 и население от 37 913 души (по приблизителна оценка към 1 януари 2020 г.).
Административен център е град Темир.